# Gran Premio de Gran Bretaña de Motociclismo
El Gran Premio del Reino Unido de Motociclismo, conocido hasta 2024 como Gran Premio de Gran Bretaña, es una carrera de motociclismo de velocidad perteneciente al Campeonato Mundial de Motociclismo, que se disputa en Gran Bretaña desde el año 1977. La competencia ha tenido dos sedes: el circuito de Silverstone hasta 1986 y a partir de 2010, y Donington Park desde 1987 hasta 2009; ambos autódromos están situados en Inglaterra. La carrera reemplaza al TT Isla de Man, que se disputaba en un circuito rutero.
Contando todas las divisiones, el máximo ganador del Gran Premio de Gran Bretaña es el piloto italiano Valentino Rossi, con ocho victorias. El alemán Anton Mang, el español Ángel Nieto y el sudafricano Kork Ballington lograron seis victorias cada uno. Hasta la edición 2025, ningún piloto local logró ganar la competencia en la categoría principal.

## Ganadores del Gran Premio de Gran Bretaña de Motociclismo

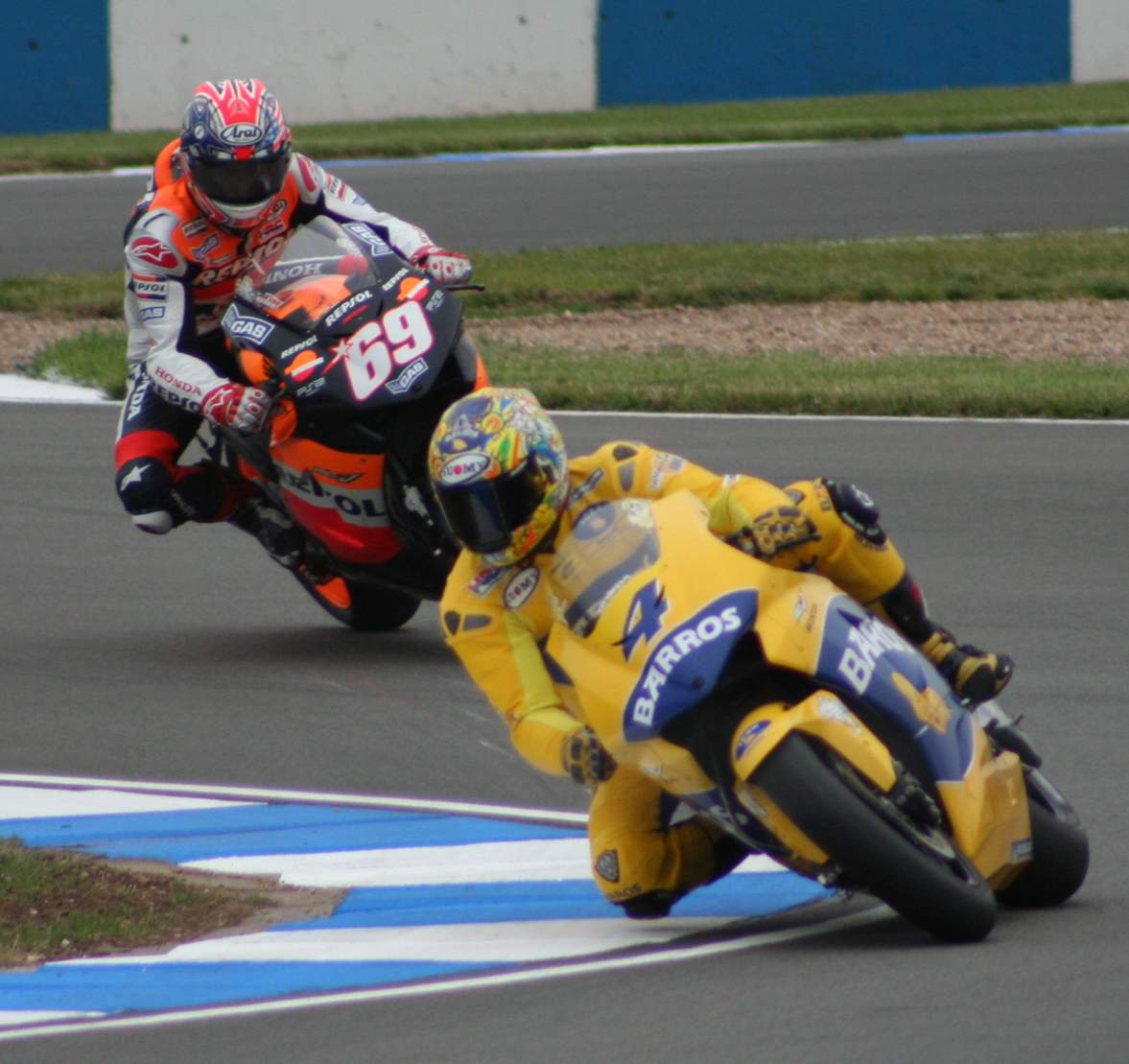
Alex Barros y Nicky Hayden disputando el Gran Premio de Gran Bretaña de Motociclismo de 2005.

### Ganadores múltiples (pilotos)
| # Victorias | Piloto           | Victorias | Victorias                          |
| # Victorias | Piloto           | Categoría | Años Ganador                       |
| ----------- | ---------------- | --------- | ---------------------------------- |
| 8           | Valentino Rossi  | MotoGP    | 2002, 2004, 2005, 2015             |
| 8           | Valentino Rossi  | 500 cc    | 2000, 2001                         |
| 8           | Valentino Rossi  | 250 cc    | 1999                               |
| 8           | Valentino Rossi  | 125 cc    | 1997                               |
| 6           | Ángel Nieto      | 125 cc    | 1978, 1979, 1981, 1982, 1983, 1984 |
| 6           | Anton Mang       | 350 cc    | 1980, 1981                         |
| 6           | Anton Mang       | 250 cc    | 1978, 1981, 1985, 1987             |
| 6           | Kork Ballington  | 350 cc    | 1977, 1978, 1979                   |
| 6           | Kork Ballington  | 250 cc    | 1977, 1979, 1980                   |
| 4           | Jorge Lorenzo    | MotoGP    | 2010, 2012, 2013                   |
| 4           | Jorge Lorenzo    | 250 cc    | 2006                               |
| 4           | Loris Capirossi  | 250 cc    | 1994, 1998                         |
| 4           | Loris Capirossi  | 125 cc    | 1990, 1991                         |
| 4           | Luca Cadalora    | 500 cc    | 1993                               |
| 4           | Luca Cadalora    | 250 cc    | 1988, 1990, 1991                   |
| 4           | Kevin Schwantz   | 500 cc    | 1989, 1990, 1991, 1994             |
| 4           | Andrea Dovizioso | MotoGP    | 2009, 2017                         |
| 4           | Andrea Dovizioso | 250 cc    | 2007                               |
| 4           | Andrea Dovizioso | 125 cc    | 2004                               |
| 3           | Casey Stoner     | MotoGP    | 2011, 2008, 2007                   |
| 3           | Michael Doohan   | 500cc     | 1995, 1996, 1997                   |
| 3           | Kenny Roberts    | 500 cc    | 1978, 1979, 1983                   |
| 3           | Max Biaggi       | MotoGP    | 2003                               |
| 3           | Max Biaggi       | 250 cc    | 1995, 1996                         |

### Ganadores múltiples (constructores)
| # Victorias | Constructor | Victorias | Victorias                                                              |
| # Victorias | Constructor | Categoría | Años Ganador                                                           |
| ----------- | ----------- | --------- | ---------------------------------------------------------------------- |
| 43          | Honda       | MotoGP    | 2002, 2003, 2006, 2009, 2011, 2014                                     |
| 43          | Honda       | 500 cc    | 1984, 1985, 1986, 1992, 1995, 1996, 1997, 1999, 2000, 2001             |
| 43          | Honda       | 250 cc    | 1985, 1986, 1987, 1988, 1989, 1991, 1994, 1997, 2001, 2004, 2007, 2009 |
| 43          | Honda       | 125 cc    | 1988, 1989, 1990, 1991, 1992, 1993, 1994, 1999, 2004                   |
| 43          | Honda       | Moto3     | 2012, 2014, 2015, 2017, 2019, 2022                                     |
| 24          | Aprilia     | MotoGP    | 2023, 2025                                                             |
| 24          | Aprilia     | 250 cc    | 1992, 1993, 1995, 1996, 1998, 1999, 2000, 2002, 2003, 2005, 2006       |
| 24          | Aprilia     | 125 cc    | 1995, 1996, 1997, 1998, 2002, 2003, 2006, 2007, 2008, 2009, 2011       |
| 19          | Yamaha      | MotoGP    | 2004, 2005, 2010, 2012, 2013, 2015, 2021                               |
| 19          | Yamaha      | 500 cc    | 1978, 1979, 1983, 1987, 1988, 1993, 1998                               |
| 19          | Yamaha      | 350 cc    | 1977                                                                   |
| 19          | Yamaha      | 250 cc    | 1977, 1982, 1984, 1990                                                 |
| 12          | Kalex       | Moto2     | 2011, 2012, 2013, 2014, 2015, 2016, 2017, 2019, 2021, 2022, 2024, 2025 |
| 10          | Suzuki      | MotoGP    | 2016, 2019                                                             |
| 10          | Suzuki      | 500 cc    | 1977, 1980, 1981, 1982, 1989, 1990, 1991, 1994                         |
| 8           | Kawasaki    | 350 cc    | 1978, 1979, 1981, 1982                                                 |
| 8           | Kawasaki    | 250 cc    | 1978, 1979, 1980, 1981                                                 |
| 7           | Ducati      | MotoGP    | 2007, 2008, 2017, 2022, 2024                                           |
| 7           | Ducati      | MotoE     | 2023 Carrera 1, 2023 Carrera 2                                         |
| 6           | KTM         | Moto3     | 2013, 2016, 2024, 2025                                                 |
| 6           | KTM         | 250 cc    | 2008                                                                   |
| 6           | KTM         | 125 cc    | 2005                                                                   |
| 5           | Garelli     | 125 cc    | 1981, 1982, 1983, 1984, 1987                                           |
| 4           | Derbi       | 125 cc    | 2000, 2001, 2010                                                       |
| 4           | Derbi       | 80 cc     | 1987                                                                   |
| 3           | Morbidelli  | 125 cc    | 1977, 1985, 1986                                                       |
| 3           | Minarelli   | 125 cc    | 1978, 1979, 1980                                                       |
| 2           | Krauser     | 350 cc    | 1980                                                                   |
| 2           | Krauser     | 80 cc     | 1986                                                                   |

### Por año
| Año  | Circuito    | Moto3              | Moto3       | Moto2       | Moto2       | MotoGP          | MotoGP      |
| Año  | Circuito    | Piloto             | Constructor | Piloto      | Constructor | Piloto          | Constructor |
| ---- | ----------- | ------------------ | ----------- | ----------- | ----------- | --------------- | ----------- |
| 2025 | Silverstone | José Antonio Rueda | KTM         | Senna Agius | Kalex       | Marco Bezzecchi | Aprilia     |
| 2024 | Silverstone | Iván Ortolá        | KTM         | Jake Dixon  | Kalex       | Enea Bastianini | Ducati      |

| Año  | Circuito    | MotoE              | MotoE       | MotoE          | MotoE       | Moto3        | Moto3       | Moto2           | Moto2       | MotoGP          | MotoGP      |
| Año  | Circuito    | Carrera 1          | Carrera 1   | Carrera 2      | Carrera 2   | Moto3        | Moto3       | Moto2           | Moto2       | MotoGP          | MotoGP      |
| Año  | Circuito    | Piloto             | Constructor | Piloto         | Constructor | Piloto       | Constructor | Piloto          | Constructor | Piloto          | Constructor |
| ---- | ----------- | ------------------ | ----------- | -------------- | ----------- | ------------ | ----------- | --------------- | ----------- | --------------- | ----------- |
| 2023 | Silverstone | Randy Krummenacher | Ducati      | Mattia Casadei | Ducati      | David Alonso | Gas Gas     | Fermín Aldeguer | Boscoscuro  | Aleix Espargaró | Aprilia     |

| Año  | Circuito    | Moto3                           | Moto3                           | Moto2                           | Moto2                           | MotoGP                          | MotoGP                          |
| Año  | Circuito    | Piloto                          | Constructor                     | Piloto                          | Constructor                     | Piloto                          | Constructor                     |
| ---- | ----------- | ------------------------------- | ------------------------------- | ------------------------------- | ------------------------------- | ------------------------------- | ------------------------------- |
| 2022 | Silverstone | Dennis Foggia                   | Honda                           | Augusto Fernández               | Kalex                           | Francesco Bagnaia               | Ducati                          |
| 2021 | Silverstone | Romano Fenati                   | Husqvarna                       | Remy Gardner                    | Kalex                           | Fabio Quartararo                | Yamaha                          |
| 2020 | Silverstone | Edición cancelada - Coronavirus | Edición cancelada - Coronavirus | Edición cancelada - Coronavirus | Edición cancelada - Coronavirus | Edición cancelada - Coronavirus | Edición cancelada - Coronavirus |
| 2019 | Silverstone | Marcos Ramírez                  | Honda                           | Augusto Fernández               | Kalex                           | Álex Rins                       | Suzuki                          |
| 2018 | Silverstone | Carreras Canceladas             | Carreras Canceladas             | Carreras Canceladas             | Carreras Canceladas             | Carreras Canceladas             | Carreras Canceladas             |
| 2017 | Silverstone | Arón Canet                      | Honda                           | Takaaki Nakagami                | Kalex                           | Andrea Dovizioso                | Ducati                          |
| 2016 | Silverstone | Brad Binder                     | KTM                             | Thomas Luthi                    | Kalex                           | Maverick Viñales                | Suzuki                          |
| 2015 | Silverstone | Danny Kent                      | Honda                           | Johann Zarco                    | Kalex                           | Valentino Rossi                 | Yamaha                          |
| 2014 | Silverstone | Álex Rins                       | Honda                           | Esteve Rabat                    | Kalex                           | Marc Márquez                    | Honda                           |
| 2013 | Silverstone | Luis Salom                      | KTM                             | Scott Redding                   | Kalex                           | Jorge Lorenzo                   | Yamaha                          |
| 2012 | Silverstone | Maverick Viñales                | FTR-Honda                       | Pol Espargaró                   | Kalex                           | Jorge Lorenzo                   | Yamaha                          |
| Año  | Circuito    | 125 cc                          | 125 cc                          | Moto2                           | Moto2                           | MotoGP                          | MotoGP                          |
| Año  | Circuito    | Piloto                          | Constructor                     | Piloto                          | Constructor                     | Piloto                          | Constructor                     |
| 2011 | Silverstone | Jonas Folger                    | Aprilia                         | Stefan Bradl                    | Kalex                           | Casey Stoner                    | Honda                           |
| 2010 | Silverstone | Marc Márquez                    | Derbi                           | Jules Cluzel                    | Suter                           | Jorge Lorenzo                   | Yamaha                          |
| Año  | Circuito    | 125 cc                          | 125 cc                          | 250 cc                          | 250 cc                          | MotoGP                          | MotoGP                          |
| Año  | Circuito    | Piloto                          | Constructor                     | Piloto                          | Constructor                     | Piloto                          | Constructor                     |
| 2009 | Donington   | Julián Simón                    | Aprilia                         | Hiroshi Aoyama                  | Honda                           | Andrea Dovizioso                | Honda                           |
| 2008 | Donington   | Scott Redding                   | Aprilia                         | Mika Kallio                     | KTM                             | Casey Stoner                    | Ducati                          |
| 2007 | Donington   | Mattia Pasini                   | Aprilia                         | Andrea Dovizioso                | Honda                           | Casey Stoner                    | Ducati                          |
| 2006 | Donington   | Álvaro Bautista                 | Aprilia                         | Jorge Lorenzo                   | Aprilia                         | Dani Pedrosa                    | Honda                           |
| 2005 | Donington   | Julián Simón                    | KTM                             | Randy de Puniet                 | Aprilia                         | Valentino Rossi                 | Yamaha                          |
| 2004 | Donington   | Andrea Dovizioso                | Honda                           | Dani Pedrosa                    | Honda                           | Valentino Rossi                 | Yamaha                          |
| 2003 | Donington   | Héctor Barberá                  | Aprilia                         | Fonsi Nieto                     | Aprilia                         | Max Biaggi                      | Honda                           |
| 2002 | Donington   | Arnaud Vincent                  | Aprilia                         | Marco Melandri                  | Aprilia                         | Valentino Rossi                 | Honda                           |
| Año  | Circuito    | 125 cc                          | 125 cc                          | 250 cc                          | 250 cc                          | 500 cc                          | 500 cc                          |
| Año  | Circuito    | Piloto                          | Constructor                     | Piloto                          | Constructor                     | Piloto                          | Constructor                     |
| 2001 | Donington   | Youichi Ui                      | Derbi                           | Daijiro Kato                    | Honda                           | Valentino Rossi                 | Honda                           |
| 2000 | Donington   | Youichi Ui                      | Derbi                           | Ralf Waldmann                   | Aprilia                         | Valentino Rossi                 | Honda                           |
| 1999 | Donington   | Masao Azuma                     | Honda                           | Valentino Rossi                 | Aprilia                         | Àlex Crivillé                   | Honda                           |
| 1998 | Donington   | Kazuto Sakata                   | Aprilia                         | Loris Capirossi                 | Aprilia                         | Simon Crafar                    | Yamaha                          |
| 1997 | Donington   | Valentino Rossi                 | Aprilia                         | Ralf Waldmann                   | Honda                           | Michael Doohan                  | Honda                           |
| 1996 | Donington   | Stefano Perugini                | Aprilia                         | Max Biaggi                      | Aprilia                         | Michael Doohan                  | Honda                           |
| 1995 | Donington   | Kazuto Sakata                   | Aprilia                         | Max Biaggi                      | Aprilia                         | Michael Doohan                  | Honda                           |
| 1994 | Donington   | Takeshi Tsujimura               | Honda                           | Loris Capirossi                 | Honda                           | Kevin Schwantz                  | Suzuki                          |
| 1993 | Donington   | Dirk Raudies                    | Honda                           | Jean-Philippe Ruggia            | Aprilia                         | Luca Cadalora                   | Yamaha                          |
| 1992 | Donington   | Fausto Gresini                  | Honda                           | Pierfrancesco Chili             | Aprilia                         | Wayne Gardner                   | Honda                           |
| 1991 | Donington   | Loris Capirossi                 | Honda                           | Luca Cadalora                   | Honda                           | Kevin Schwantz                  | Suzuki                          |
| 1990 | Donington   | Loris Capirossi                 | Honda                           | Luca Cadalora                   | Yamaha                          | Kevin Schwantz                  | Suzuki                          |
| 1989 | Donington   | Hans Spaan                      | Honda                           | Sito Pons                       | Honda                           | Kevin Schwantz                  | Suzuki                          |
| 1988 | Donington   | Ezio Gianola                    | Honda                           | Luca Cadalora                   | Honda                           | Wayne Rainey                    | Yamaha                          |

| Año  | Circuito    | 80 cc           | 80 cc       | 125 cc             | 125 cc      | 250 cc           | 250 cc      | 350 cc              | 350 cc      | 500 cc          | 500 cc      |
| Año  | Circuito    | Piloto          | Constructor | Piloto             | Constructor | Piloto           | Constructor | Piloto              | Constructor | Piloto          | Constructor |
| ---- | ----------- | --------------- | ----------- | ------------------ | ----------- | ---------------- | ----------- | ------------------- | ----------- | --------------- | ----------- |
| 1987 | Donington   | Jorge Martínez  | Derbi       | Fausto Gresini     | Garelli     | Anton Mang       | Honda       |                     |             | Eddie Lawson    | Yamaha      |
| 1986 | Silverstone | Ian McConnachie | Krauser     | August Auinger     | MBA         | Dominique Sarron | Honda       |                     |             | Wayne Gardner   | Honda       |
| 1985 | Silverstone |                 |             | August Auinger     | MBA         | Anton Mang       | Honda       |                     |             | Freddie Spencer | Honda       |
| 1984 | Silverstone |                 |             | Ángel Nieto        | Garelli     | Christian Sarron | Yamaha      |                     |             | Randy Mamola    | Honda       |
| 1983 | Silverstone |                 |             | Ángel Nieto        | Garelli     | Jacques Bolle    | Pernod      |                     |             | Kenny Roberts   | Yamaha      |
| 1982 | Silverstone |                 |             | Ángel Nieto        | Garelli     | Martin Wimmer    | Yamaha      | Jean-François Baldé | Kawasaki    | Franco Uncini   | Suzuki      |
| 1981 | Silverstone |                 |             | Ángel Nieto        | Garelli     | Anton Mang       | Kawasaki    | Anton Mang          | Kawasaki    | Jack Middelburg | Suzuki      |
| 1980 | Silverstone |                 |             | Loris Reggiani     | Minarelli   | Kork Ballington  | Kawasaki    | Anton Mang          | Krauser     | Randy Mamola    | Suzuki      |
| 1979 | Silverstone |                 |             | Ángel Nieto        | Minarelli   | Kork Ballington  | Kawasaki    | Kork Ballington     | Kawasaki    | Kenny Roberts   | Yamaha      |
| 1978 | Silverstone |                 |             | Ángel Nieto        | Minarelli   | Anton Mang       | Kawasaki    | Kork Ballington     | Kawasaki    | Kenny Roberts   | Yamaha      |
| 1977 | Silverstone |                 |             | Pierluigi Conforti | Morbidelli  | Kork Ballington  | Yamaha      | Kork Ballington     | Yamaha      | Pat Hennen      | Suzuki      |